# Пол Дейно
Пол Франклин Дейно (на английски: Paul Franklin Dano) е американски актьор.

## Биография
Роден е на 19 юни 1984 г. в Ню Йорк. Семейството му се мести в Ню Канаан, а след това в Уилтън, Кънектикът. На 12-годишна възраст дебютира в театъра в пиесата „Inherit the Wind“, а в киното през 2000 г. във филма „The Newcomers“. От 2007 г. има връзка с актрисата Зои Казан, с която си партнира във филма „Руби Спаркс: Мечтаното момиче“ (2012).

## Частична филмография
- 2002 – „Императорски клуб“ (The Emperor's Club)
- 2004 – „Съседка за секс“ (The Girl Next Door)
- 2004 – „Крадец на животи“ (Taking Lives)
- 2005 – „Балада за Джак и Роуз“ (The Ballad of Jack and Rose)
- 2006 – „Мис Слънчице“ (Little Miss Sunshine)
- 2006 – „Нация за бързо хранене“ (Fast Food Nation)
- 2007 – „Ще се лее кръв“ (There Will Be Blood)
- 2009 – „Където бродят дивите неща“ (Where the Wild Things Are)
- 2010 – „Истинска измама“ (Knight and Day)
- 2011 – „Каубои и извънземни“ (Cowboys & Aliens)
- 2012 – „Да бъдеш Флин“ (Being Flynn)
- 2012 – „Руби Спаркс: Мечтаното момиче“ (Ruby Sparks)
- 2012 – „Looper: Убиец във времето“ (Looper)
- 2013 – „12 години в робство“ (12 Years a Slave)
- 2013 – „Затворници“ (Prisoners)
- 2015 – „Младост“ (Youth)
- 2022 – „Батман“ (The Batman)
- 2022 – „Семейство Фейбълман“ (The Fabelmans)
- 2023 – „Луди пари“ (Dumb Money)

## Награди и номинации
| Продукция        | Дата                | Награда                            | Резултат         |
| Награда на БАФТА | Награда на БАФТА    | Награда на БАФТА                   | Награда на БАФТА |
| ---------------- | ------------------- | ---------------------------------- | ---------------- |
| „Ще се лее кръв“ | 10 февруари 2008 г. | Най-добър актьор в поддържаща роля | номинация        |
| Златен глобус    |                     |                                    |                  |
| „Love & Mercy“   | 10 януари 2016 г.   | Най-добър актьор в поддържаща роля | номинация        |
| Сателит          |                     |                                    |                  |
| „Love & Mercy“   | 21 февруари 2016 г. | Най-добър актьор в поддържаща роля | номинация        |
| Емпайър          |                     |                                    |                  |
| „Мис Слънчице“   | 27 март 2007 г.     | Най-добър мъжки дебют              | номинация        |